# Camille de Casabianca
Camille de Casabianca, född Camille Fraisse 31 oktober 1960 i Paris, är en fransk skådespelerska och filmregissör.

## Filmografi i urval
- 1964 – Flykten (roll)
- 1981 – Un étrange voyage (roll)
- 1984 – Tjuvar efter midnatt (roll)
- 1985 – Pang i plugget! (roll)
- 1986 – Pékin Central (manus, regi och roll)
- 1986 – Thérèse (manus)
- 1995 – Le fabuleux destin de Madame Petlet (manus, regi och roll)
- 2013 – L'harmonie familiale (manus, regi och roll)